# Uusisaari
Uusisaari är en ö i Finland. Den ligger i sjön Urajärvi och i kommunen Asikkala i den ekonomiska regionen  Lahtis ekonomiska region  och landskapet Päijänne-Tavastland, i den södra delen av landet, 120 km norr om huvudstaden Helsingfors. Öns area är 3,9 hektar och dess största längd är 0,5 kilometer i nord-sydlig riktning.